# Новиков, Евгений Максимович
Евге́ний Макси́мович Но́виков (род. 19 сентября 1990 года, Москва, СССР) — российский автогонщик. Обладатель Кубка России по ралли 2006 года. С 2007 по 2013 гг. выступал в чемпионате мира по ралли. Обладатель подиумов на этапах чемпионата мира в классе WRC.
Окончил экономический факультет МГУ им. М. В. Ломоносова; Государственное и муниципальное управление МГЮА им. О. Е. Кутафина.
Мастер спорта по автомобильным гонкам.

## Спортивная карьера

### 1998—2004
В 1998 году Новиков впервые пробует свои силы в автоспорте, в классе «мини-багги». С 2000 года участвовал в соревнованиях по картингу. В 2001 году стал победителем Кубка России по картингу в классе «Мини», в 2003 и 2004 — чемпионом России по картингу в классе «Интерконтиненталь-А-Юниор». В 2003 году принял участие в нескольких раллийных гонках в качестве штурмана. В 2004 году участвовал в международных картинговых гонках в Бельгии, Португалии, Италии.

### 2005
Занял 3-е место в чемпионате России в классе «Формула Русь». Принимал участие в гонках чемпионатов Италии и Франции по картингу.

### 2006
В 2006 году Новиков сам сел за руль раллийного автомобиля и одержал победу в своей первой гонке — на Ралли Вятка, первом этапе Кубка России. Интересно, что на старт этой гонки Евгений был допущен специальным решением Совета Российской автомобильной федерации, так как на тот момент ему было 15 лет, и обычных водительских прав у Новикова не было. Поэтому на во время перегонов по дорогам общего пользования, где действуют правила дорожного движения, за руль автомобиля Subaru Impreza вместо Евгения садился его опытный штурман Владислав Стребков.
По итогам сезона Евгений Новиков стал обладателем Кубка России по ралли. Также участвовал в чемпионате России по ралли, занял в личном зачете 8-е место. Продолжал участие в картинговых соревнованиях за границей.

### 2007

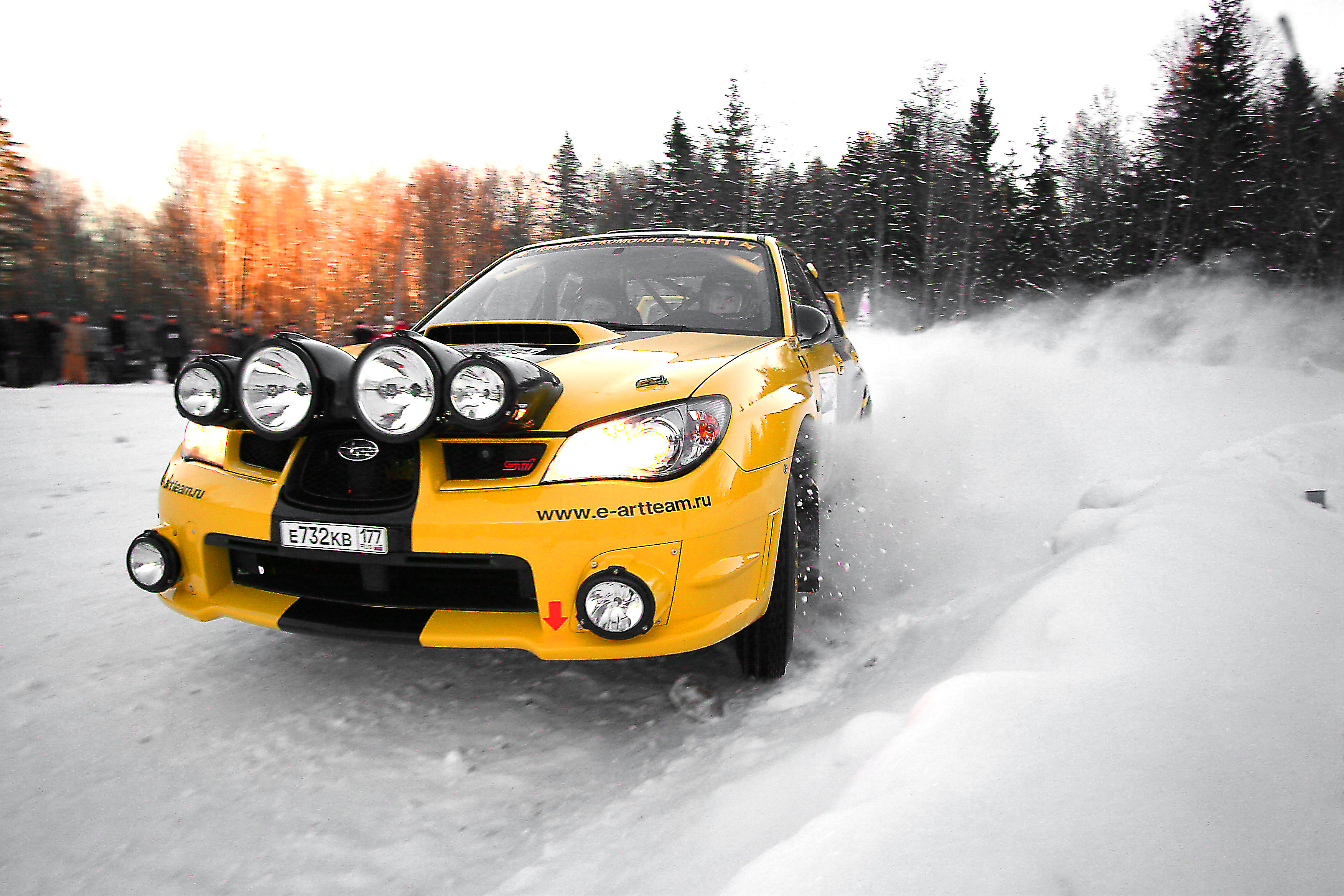
Е. Новиков на Ралли Пено 2007

В чемпионате России по ралли Новиков одержал 4 победы, набрал 80 очков и по итогам сезона занял 2-е место. Также он участвовал в чемпионате Эстонии по ралли, по итогам которого занял 2-е место.
В конце 2007 года Евгений Новиков дебютировал в Чемпионате мира по ралли (WRC). Вместе с штурманом Алесеем Аксаковым за рулем автомобиля Subaru Impreza WRX STi они приняли участие в «Ралли Уэльса» в Великобритании. Финишировать экипаж не смог.

### 2008

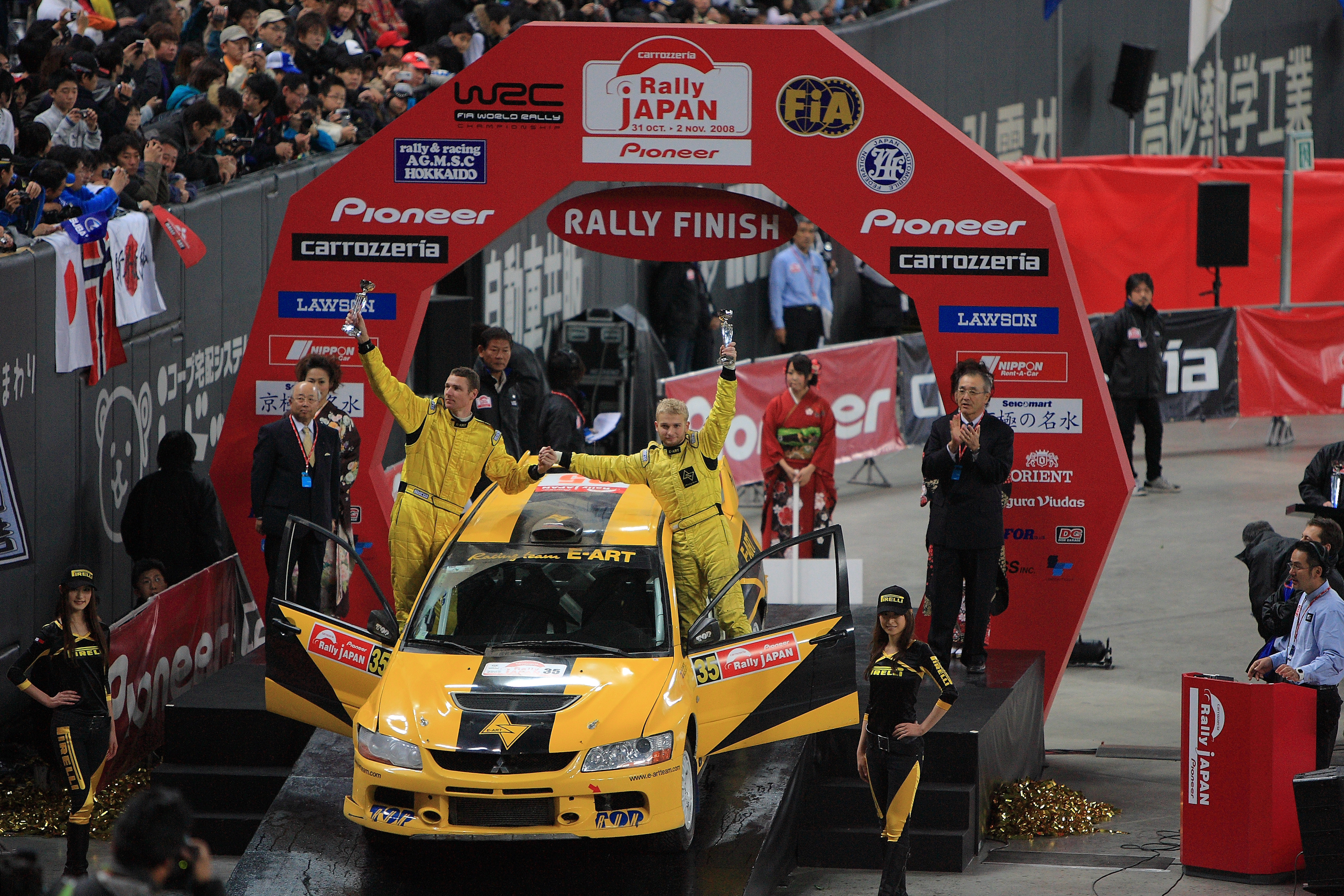
Евгений Новиков занял 2 место в классе Production WRC на ралли Японии 2008

В 2008 году Евгений Новиков принял участие в шести этапах серии Production World Rally Championship, гонки которой проходят параллельно с гонками «основного» чемпионата WRC. Три первых этапа Новиков ездил в паре с россиянином Дмитрием Чумаком, остальные 3 этапа — в паре с штурманом из Австралии Дейлом Москеттом. Четыре гонки закончились сходом. Успешным для Новикова стало «Ралли Японии», по ходу которого он уверенно лидировал и лишь на последнем спецучастке из-за проблем с подвеской уступил первое место и стал вторым. По итогам сезона Новиков занял 13-е место. Все гонки кроме первой, он провёл на автомобиле Mitsubishi Lancer Evo IX, первую гонку «Ралли Аргентины» — за рулем автомобиля Subaru Impreza WRX STi.

### 2009

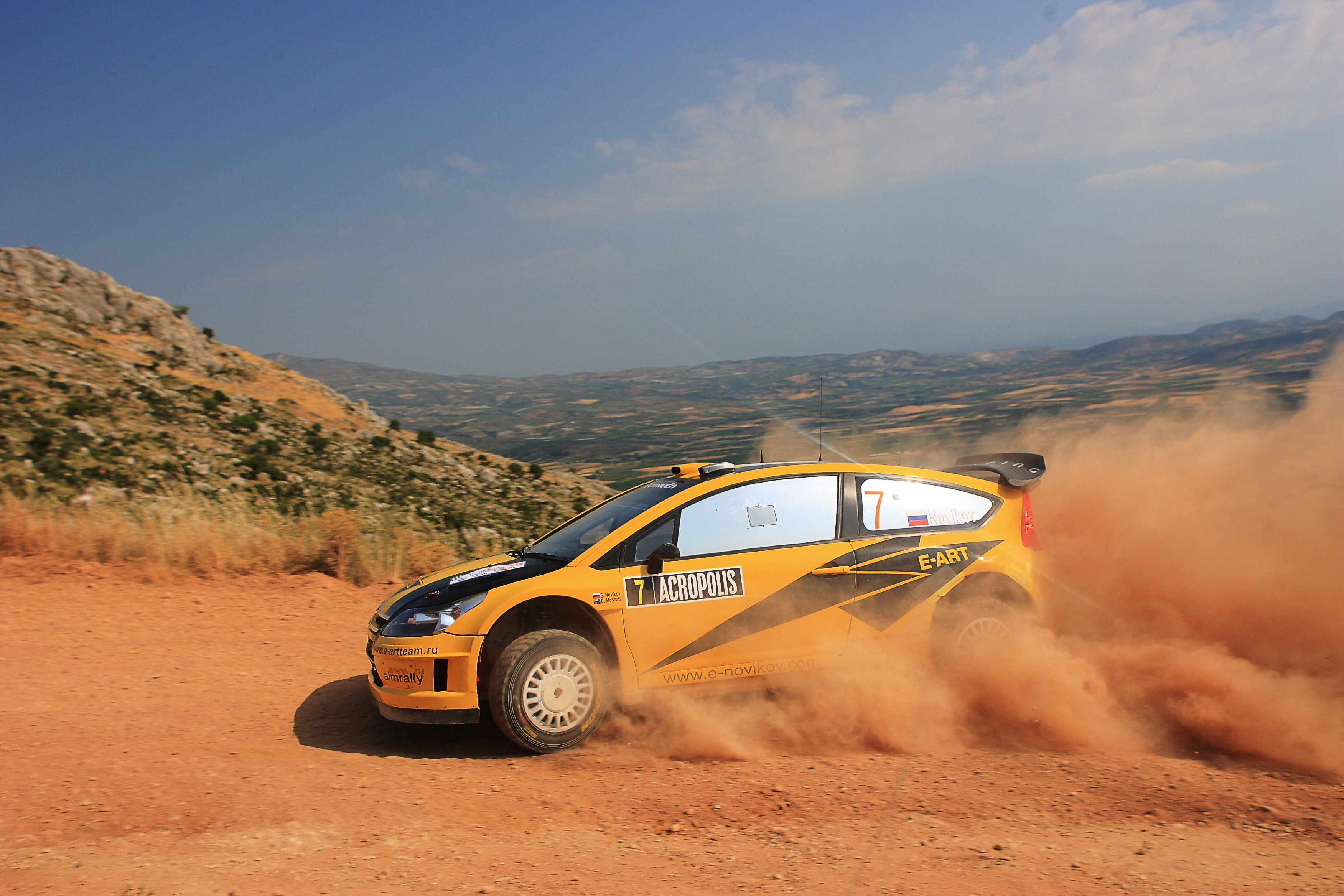
Евгений Новиков на ралли Акрополис (Греция) 2009

На 2009 год Новиков заключил контракт на выступление в чемпионате мира по ралли (WRC) с командой Citroen Junior Team — молодёжным проектом заводской команды Citroen. На ралли Сардиния Новиков, заняв 5-е место, стал первым россиянином, набравшим очки в зачёт чемпионата мира по ралли за всю историю. Кроме того, он стал самым молодым гонщиком в истории чемпионатов мира, показавшим лучшую скорость на одном из этапов.

### 2010

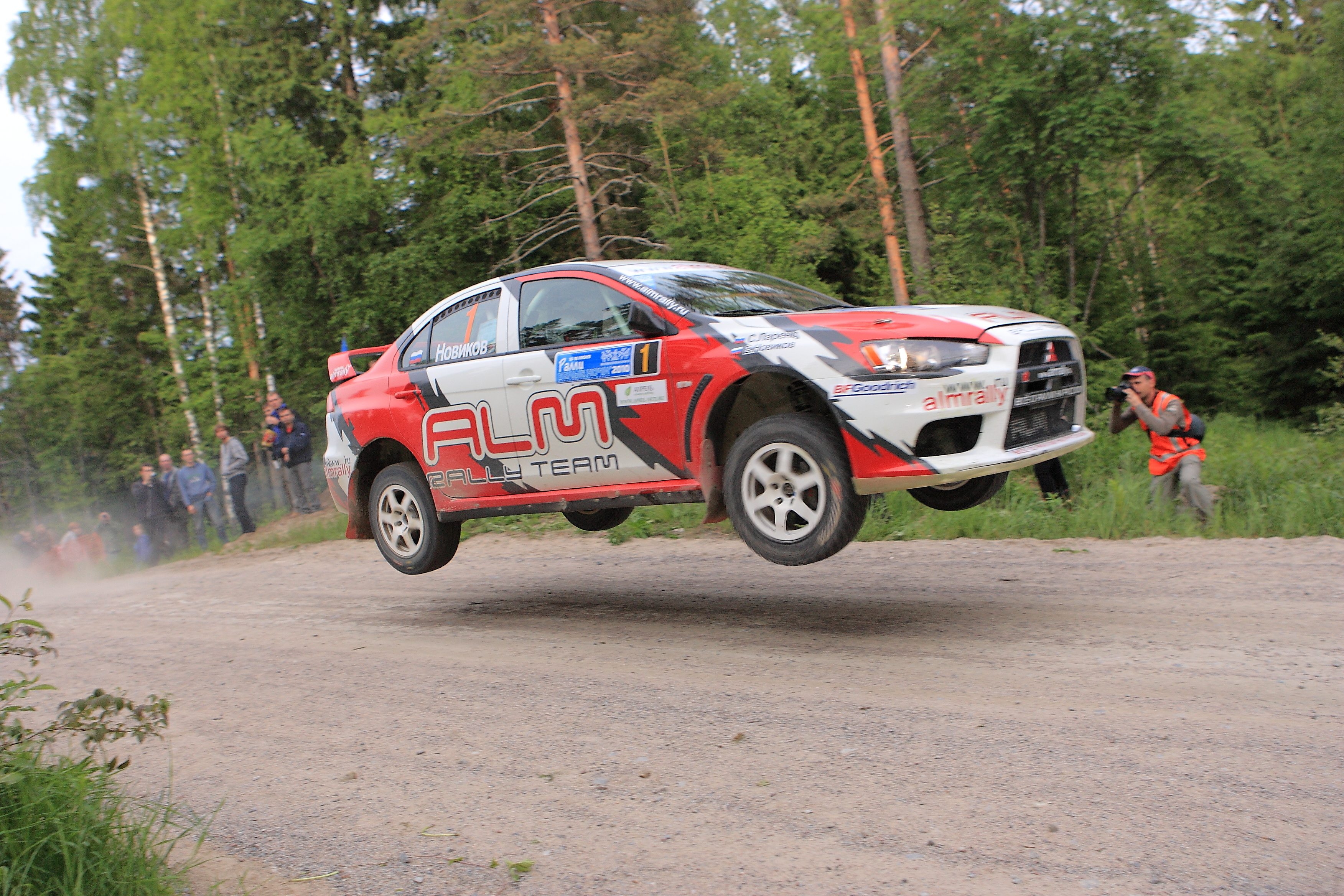
Евгений Новиков и Сергей Ларенс на 4 этапе чемпионата России по ралли 2010 в Карелии.

В 2010 году Новиков не принимал участие в WRC, выступая в Российском первенстве — чемпионате России по ралли. В борьбе за звание абсолютного чемпиона России, Евгений Новиков принял участие в 4 этапах, выступая за московскую команды ALM RALLY TEAM, отказавшись от борьбы за чемпионство после Ралли Гуково.

### 2011

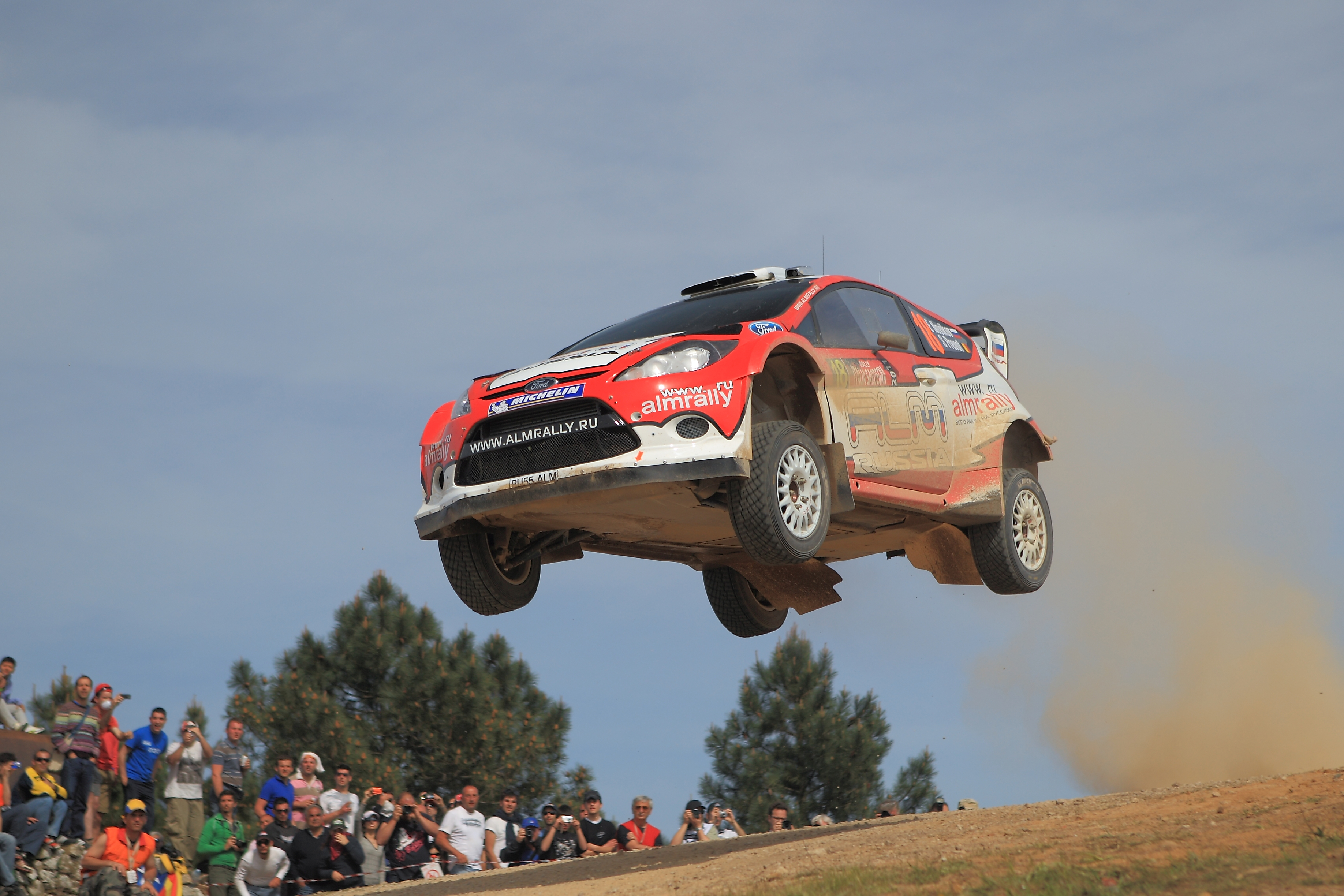
Евгений Новиков за рулем Ford на ралли Сардинии 2011

В конце января 2011 было объявлено о том, что Евгений Новиков будет в сезоне 2011-года выступать в WRC на автомобиле Ford Fiesta RS WRC за команду ALM RUSSIA.
В 2011 сезоне Евгений участвовал в 8 этапах из 13: Мексика, Италия, Греция, Финляндия, Австралия, Франция, Испания, Великобритания.
Начал сезон Евгений Новиков на Ралли Мексики (2-й этап чемпионата), и сразу же стал показывать хорошие результаты. После 12-го спецучастка он занимал пятое место в общем зачете, уступая только пилотам заводских команд. При том, что в отличие от остальных пилотов, Евгений ехал по этой трассе впервые, но из-за механических проблем был вынужден досрочно закончить этап, так и не стартовав на 13-м спецучастке. На 5-м этапе чемпионата, Ралли Италии, Новиков стал 14-м, и после гонки расстался со штурманом Стефаном Прево, из-за имеющегося у последнего контракта с Крисом Аткинсоном. Следующие ралли — ралли Греции — Евгений стартует с 55-летним штурманом Дени Жироде. В 2011 году Евгений Новиков стал первым в мире пилотом, принявшим участие в гонках на автомобилях категории WRC нового поколения — на Ford Fiesta RS WRC и Citroen DS3 WRC. На Ралли Великобритании Евгения Новикова пригласили выступить за заводскую команду Abu Dhabi World Rally Team. Экипаж закончил гонку на 7 позиции.

### 2012

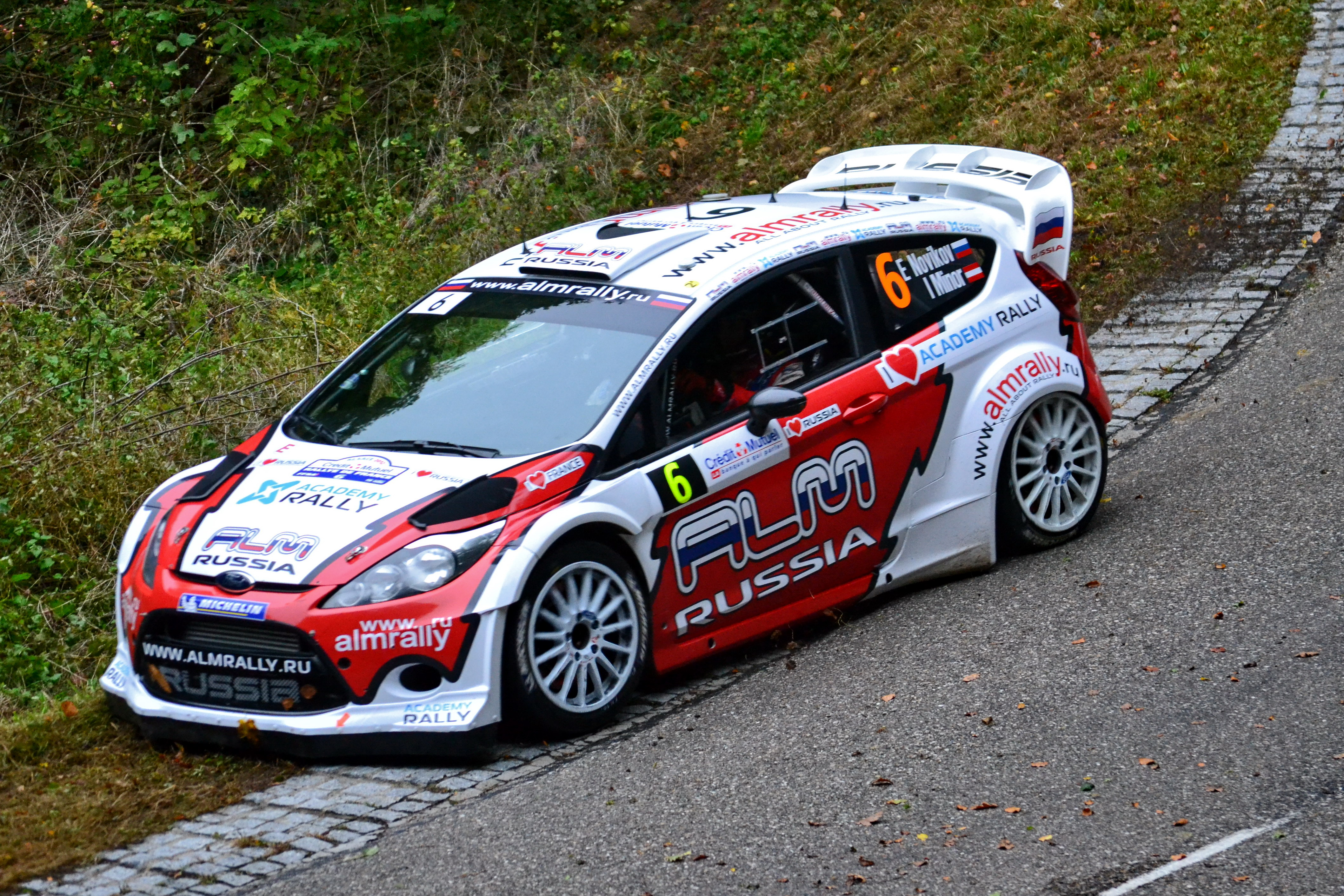
Евгений Новиков на Ралли Франции 2012

В сезоне 2012 года Новиков получил возможность проехать все ралли кроме последнего в составе M-Sport Ford World Rally Team, он продолжил ездить со штурманом Дени Жироде.
Евгений Новиков отлично начал сезон, завершив первые два зимних этапа WRC (ралли Монте-Карло и Ралли Швеции) на 5 позиции абсолюта.
Ралли Португалии, стартовал под дождём, по итогам первого россиянин занимал 2-е место, уступая только Микко Хирвонену. Поставив целью добиться первого подиума в карьере, Евгений пропустил во 2-й день Мадса Остберга, но выигрывал у ближайшего преследователя более 4-х минут. Через полкилометра после начала вечерней сессии последнего дня у Новикова сломалась педаль газа, он сумел частично починить её, но на последних спецучастках стал быстро терять время. В итоге Новиков удержался на 3-м месте, менее полуминуты выиграв у Петера Сольберга. После награждения Хирвонен был дисквалифицирован из-за несоответствия некоторых деталей регламенту, и россиянин поднялся на 2-е место.
5 этап — ралли Аргентины — добавил Новикову очков в командный зачет за 8 место в абсолюте. Ралли Греции — 6 этап чемпионата мира — сход по техническим причинам. Ралли Новой Зеландии — 4 место абсолютного зачета.
На Ралли Финляндии ошибка Новикова привела к вылету и травме позвоночника у Жироде, который был вынужден пропустить следующие этапы. На Ралли Германии россиянин воспользовался услугами другого французского штурмана, Николя Клинже. Не добравшись до финиша гонки, на последние этапы сезона Новиков пригласил в качестве штурмана австрийку Илку Майнер.
На предпоследнем этапе Чемпионата мира, Ралли Италии россиянин вышел на 2-ю позицию после Хирвонена. Вторую половину гонки Новиков не атаковал и сумел сохранить 2-е место.
На последнем этапе сезона россиянин стартовал как частный гонщик, без командного патронажа; причиной стало соглашение со сторонним поставщиком шин.
По итогам сезона Евгений занял 6-е место в общем зачёте.

### 2013
Новиков собирался участвовать в WRC 2013 вне зависимости от того, возьмут ли его в заводскую команду или он останется в клиентской программе. В середине декабря 2012 года он был объявлен заводским пилотом Qatar M-Sport World Rally Team, полностью обновившей свой состав.

## Результаты в чемпионате мира по ралли
| Год  | Команда                         | Автомобиль               | 1      | 2      | 3      | 4      | 5      | 6      | 7      | 8      | 9      | 10     | 11     | 12    | 13     | 14     | 15     | 16     | Место | Очки |
| ---- | ------------------------------- | ------------------------ | ------ | ------ | ------ | ------ | ------ | ------ | ------ | ------ | ------ | ------ | ------ | ----- | ------ | ------ | ------ | ------ | ----- | ---- |
| 2007 | Evgeny Novikov                  | Subaru Impreza WRX STI   | МОН    | ШВЕ    | НОР    | МЕК    | ПОР    | АРГ    | ИТА    | ГРИ    | ФИН    | ГЕР    | НЗЛ    | ИСП   | ФРА    | ЯПО    | ИРЛ    | ВЕЛ НФ | НКЛ   | —    |
| 2008 | Evgeny Novikov                  | Subaru Impreza WRX STi   | МОН    | ШВЕ    | МЕК    | АРГ НФ | ИОР    | ИТА    |        |        |        |        |        |       |        |        |        |        | НКЛ   | 0    |
| 2008 | Evgeny Novikov                  | Mitsubishi Lancer Evo IX |        |        |        |        |        |        | ГРИ 35 | ТУЦ НФ | ФИН    | ГЕР    | НЗЛ НФ | ИСП   | ФРА    | ЯПО 11 | ВЕЛ НФ |        | НКЛ   | 0    |
| 2009 | Citroën Junior Team             | Citroën C4 WRC           | ИРЛ    | НОР 11 | КИП НФ | ПОР НФ | АРГ    | ИТА 5  | ГРИ 16 | ПОЛ 9  | ФИН НФ | АВС    | ИСП НФ | ВЕЛ   |        |        |        |        | 13    | 4    |
| 2011 | M-Sport Stobart Ford Rally Team | Ford Fiesta RS WRC       | ШВЕ    | МЕК НФ | ПОР    | ИОР    | ИТА 14 | АРГ    | ГРИ 20 | ФИН НФ | ГЕР    | АВС НФ | ФРА 23 |       |        |        |        |        | 17    | 12   |
| 2011 | ALM Russia                      | Citroën DS3 WRC          |        |        |        |        |        |        |        |        |        |        |        | ИСП 7 |        |        |        |        | 17    | 12   |
| 2011 | Team Abu Dhabi                  | Ford Fiesta RS WRC       |        |        |        |        |        |        |        |        |        |        |        |       | ВЕЛ 7  |        |        |        | 17    | 12   |
| 2012 | M-Sport Ford World Rally Team   | Ford Fiesta RS WRC       | МОН 5  | ШВЕ 5  | МЕК НФ | ПОР 2  | АРГ 8  | ГРИ НФ | НЗЛ 4  | ФИН 36 | ГЕР НФ | ВЕЛ 6  | ФРА 7  | ИТА 2 | ИСП 10 |        |        |        | 6     | 88   |
| 2013 | Qatar M-Sport World Rally Team  | Ford Fiesta RS WRC       | МОН НФ | ШВЕ 9  | МЕК 10 | ПОР 4  | АРГ 4  | ГРИ 9  | ИТА НФ | ФИН 6  | ГЕР 10 | АВС 7  | ФРА 5  | ИСП 5 | ВЕЛ 19 |        |        |        | 7     | 69   |

Старты на этапах WRC: 42 (по состоянию на 4 июня 2013 года)
Со штурманами:
- Дени Жироде: 14
- Илка Майнор: 10
- Дейл Москатт: 10
- Дмитрий Чумак: 3
- Стефан Прево: 3
- Николя Клинже: 1
- Алексей Аксаков: 1

На автомобилях:
- Ford: 26
- Citroën: 9
- Mitsubishi: 5
- Subaru: 2

На этапах WRC:
- Акрополь (Греция): 5
- Великобритания: 4
- Португалия: 4
- Аргентина: 3
- Каталония (Испания): 3
- Мексика: 3
- Сардиния (Италия): 3
- Финляндия: 3
- Монте-Карло (Монако): 2
- Новая Зеландия: 2
- Швеция: 2
- Эльзас (Франция): 2
- Австралия: 1
- Кипр: 1
- Япония: 1
- Норвегия: 1
- Польша: 1
- Турция: 1